# Ад'ютант його високоповажності
«Ад'ютант його високоповажності» (рос. «Адъютант его превосходительства») — російський радянський чорно-білий п'ятисерійний художній телефільм студії «Мосфільм» 1969 року про розвідника-чекіста Павла Кольцова (прототип — Павло Васильович Макаров) в роки Громадянської війни в Росії, поставлений за мотивами однойменного роману українського кіносценариста Ігоря Болгарина.

## Сюжет
Розвідник червоних, капітан Павло Андрійович Кольцов (актор Юрій Соломін) навесні 1919 спрямований головою ЧК Лацисом в Добровольчу армію. В дорозі він і кілька інших білих офіцерів потрапляють у полон до «зелених» батьки Ангела. Скориставшись моментом, Кольцов заволодіває зброєю і офіцери разом з двома червоними командирами, теж бранцями Ангела, з боєм вириваються з полону. Вислухавши розповідь про втечу, командувач Володимир Зенонович Ковалевський (прототип — генерал Володимир Зенонович Май-Маєвський) призначає Кольцова своїм ад'ютантом. Кольцов проводить кілька секретних операцій, при цьому успішно проходить всі перевірки своєї легенди і не піддається на провокації контррозвідки.
Одночасно показана романтична лінія сюжету, в якій Павло Кольцов завойовує серце Тані, дочки начальника контррозвідки полковника Щукина.
Ще одна лінія сюжету — доля Юри Львова, сина білого полковника, який загинув у бою. Хлопчик переживає ряд трагічних пригод по обидві сторони фронту, поки не потрапляє під опіку Кольцова. Юра здогадується, що Кольцов — червоний шпигун. У відвертій бесіді Кольцову вдається переконати Юру, що він діє з добрими і благородними намірами…

## У головних ролях
- Юрій Соломін — Павло Андрійович Кольцов, капітан, старший ад'ютант генерала Ковалевського
- Владислав Стржельчик — Володимир Зенонович Ковалевський, генерал-лейтенант, командувач Добровольчої армії
- Володимир Козел — Микола Григорович Щукін, полковник, начальник контррозвідки Добровольчої армії
- Тетяна Іваницька — Таня Щукіна, дочка полковника Щукина
- Олександр Милокостий — Юра Львов
- Анатолій Папанов — батько Ангел, ватажок банди «зелених»[3]
- Віктор Павлов — Мирон Осадчий, член банди батьки Ангела, потім агент білої розвідки
- Михайло Кокшенов — Павло, член банди батьки Ангела

### У ролях
- Софія Павлова — Ксенія Андріївна Сперанська, тітка Юри Львова
- Лев Поляков — Загладін
- Валентина Березуцька — пасажирка
- Юрій Авшаров — князь Асланов
- Володимир Ферапонтов — поручик
- Костянтин Желдін — капітан Віктор Осіпов

## Знімальна група
- Автори сценарію: Ігор Болгарин, Георгій Сіверський
- Режисер: Євген Ташков
- Оператор: Петро Терпсихоров
- Художники: Михайло Карташов, Валерій Філіппов
- Композитор: Андрій Ешпай
- Музика: Державний симфонічний оркестр кінематографії СРСР, диригент Емін Хачатурян

## Співвіднесення з текстом повісті й історичними фактами
- Образ неосвіченого селюка батьки Ангела не відповідає книжному образу, де батько Ангел роз'яснює полоненим основи економічної теорії, і реальній особі Євгена Ангела, який у свої 22 роки (на момент подій фільму) здобув пристойну освіту і мав офіцерський чин царської армії.
- Низку натурних сцен Києва 1919 року справді було знято на вулицях Києва, переважно на Андріївському узвозі та Боричевому Току (які в репліках героїв не згадуються). Також у фільмі фігурують київські топоніми Володимирська вулиця, Дарниця (туди Юра бігає з повідомленнями для Бінського), Куренівка (там зупинився Мирон) та багато інших. Водночас реальні місця зйомок часто не співвідносяться із заявленими у фільмі адресами Києва: помешкання Сперанських («на Володимирській») насправді локалізується в районі Малопідвальної вулиці, будинок 5; будинок Бінського («у Дарниці») — у провулку Зелінського на Подолі (споруда не збереглася); затримання Загладіна відбувалося на Боричевому Току (на задньому плані — Покровська церква), Бінський спостерігає за цим з-за рогу будинку причту церкви Миколи Доброго (Боричів Тік, 20/4). Двір будинку, де мешкав ювелір Ліберзон, — Андріївський узвіз, 2. Сцена засади в ювеліра Федотова (за фільмом — «Велика Васильківська, 12») знімалася почасти на Пушкінській, 21, почасти (втеча денікінського резидента і Мирона дахами) — на покрівлі «Замку Річарда» на Андріївському узвозі. Шлях Юри «в Дарницю» частково також пролягає через Андріївський узвіз, повз «будинок Турбіних» (№ 13). Агент білих Мирон відвідує в Києві будинки на Шовковичній, 19 (особняк «Рожевий замок») та на Великій Житомирській, 8-Б (за фільмом — «Базаківська, 25», де мешкав Гриценко), а також шукає ще одну адресу «на Прорізній» — насправді на розі вулиці Івана Франка і Ярославового Валу[4].